# Joachim Halupczok
Joachim Halupczok est un coureur cycliste polonais des années 1980-1990. Il est né le 3 juin 1968 à Ozimek et est mort le 5 février 1994 à Opole, d'une crise cardiaque. Il fut champion du monde amateur en 1989.

## Biographie[1]
Membre du club cycliste d'Opole, le LKS Ziemia Opolska, de 1982 à 1989, il mesure 1,82 m pour 71 kg. À Séoul, il remporte l'argent sur l'épreuve des 100 km par équipes. 
En 1989, il représente sa sélection nationale aux championnats du monde de Chambéry. Il remporte l'épreuve en ligne amateur d'une manière éclatante. Échappé dans la côte du Mont-Carmel, à 30 km de l'arrivée, il termine avec 2 minutes et 45 secondes d'avance sur son second Éric Pichon. 
Passé professionnel l'année suivante, il dispute un début de Tour d'Italie remarquable et remarqué. Il abandonne en ayant porté le maillot de meilleur jeune, tout en étant resté dans les cinq premiers du général.
En décembre 1990, il connait une première alerte et les examens décèlent une arythmie cardiaque. Après un an d'arrêt, il reprend la compétition en 1992, où il dispute notamment le Tour d'Espagne et termine 5e du Grand Prix du Midi libre. À la fin de cette saison, les médecins lui interdisent de poursuivre sa carrière. Quinze mois plus tard, il s'effondre lors d'un échauffement avant un match de foot en salle. Il était marié et père de deux enfants.
Les raisons de sa mort sont sujettes à polémique. Comme dans les autres décès de jeunes cyclistes, des soupçons de dopage sont avancés. Halupczok aurait été en relation avec un sulfureux médecin.

## Équipes
- Amateurs :
  - 1988 :  Sélection nationale et LKS Ziemia Opolska (club)
  - 1989 :  Sélection nationale et LKS Ziemia Opolska (club)
- Professionnelles[5] : 
  - 1990 :  Diana - Colnago - Animex
  - 1991 :  Del Tongo - MG Maglificio
  - 1992 :  GB - MG Maglificio - Bianchi

## Palmarès
- 1986
  -  Champion de Pologne du contre-la-montre juniors
  -  Champion de Pologne du contre-la-montres par équipes juniors
  - Dusika Jugend Tour
  - 2e du championnat de Pologne du contre-la-montre par deux juniors
  - 3e du championnat de Pologne de la montagne juniors
  - 7e du championnat du monde sur route juniors
- 1987
  -  Champion de Pologne du contre-la-montre juniors[6]
  -  Champion de Pologne du contre-la-montre par deux juniors
  -  Champion de Pologne de cyclo-cross juniors
  -  Champion de Pologne de la montagne juniors
  -  Champion de Pologne de poursuite par équipes juniors
  - 2e du championnat de Pologne sur route juniors
  - 2e du championnat de Pologne de poursuite individuelle juniors
- 1988
  -  Champion de Pologne du contre-la-montre par deux
  - Tour d'Autriche
  -  Médaillé d'argent du contre-la-montre par équipes aux Jeux olympiques
  - 3e du championnat de Pologne du contre-la-montre
  - 3e du championnat de Pologne de la montagne
  - 6e de la Course de la Paix[7]
- 1989
  -  Champion du monde sur route amateurs
  -  Champion de Pologne sur route
  -  Champion de Pologne du contre-la-montre
  - Gran Premio della Liberazione
  - Tour de Rhénanie-Palatinat
  -  Médaillé d'argent du championnat du monde du contre-la-montre par équipes
  - 4e de la Course de la Paix[7]
- 1990
  - 2e du Trophée Baracchi (avec Rolf Gölz)
- 1992
  - 2e du Coca-Cola Trophy
  - 5e du Grand Prix du Midi libre

## Résultats sur lesgrands tours

### Tour d'Italie
1 participation.
- 1990: Abandon lors de la 16e étape.

### Tour d'Espagne
1 participation.
- 1992: 64e du classement général.

### Tour de France
Aucune participation.

## Résultats sur les championnats

### Jeux olympiques
| 100 km par équipes 1 participation. - 1988 : Médaillé d'argent. | Poursuite par équipes 1 participation. - 1988 : 7e au classement final (éliminé en quarts de finale). |

### Championnats du monde professionnels

#### Route
Course en ligne
1 participation.
- 1990 : 16e au classement final.

### Championnats du monde amateurs

#### Route
Course en ligne
1 participation.
- 1989 :  Champion du monde.

## Honneurs et distinctions
Joachim Halupczok est élu Sportif polonais de l'année en 1989.